# Дубравице (Братунац)
Дубравице су насељено мјесто у општини Братунац, Република Српска, БиХ. Према попису становништва из 2013. у насељу је живјело 269 становника.

## Географија
Обухвата подручје од 867 хектара.

## Становништво
Према попису становништва из 2013. године, мјесто је имало 269 становника.
| Демографија | Демографија | Демографија |
| Година      | Становника  | Становника  |
| ----------- | ----------- | ----------- |
| 1948.       | 381         |             |
| 1953.       | 436         |             |
| 1961.       | 540         |             |
| 1971.       | 513         |             |
| 1981.       | 454         |             |
| 1991.       | 398         |             |
| 2013.       | 269         |             |